# Beetlejuice (bande originale)
Pour les articles homonymes, voir Beetlejuice (homonymie).
Pour un article plus général, voir Beetlejuice.
Albums de Danny Elfman
Midnight Run
(1988) Batman
(1989)
Beetlejuice - Original Motion Picture Soundtrack est la bande originale, distribué par Geffen Records, du film Beetlejuice réalisé par Tim Burton en 1988.

## Liste des titres
| 1.    | Main Titles                              |                 | 2:27 |
| 2.    | Travel Music                             |                 | 1:07 |
| 3.    | The Book! / Obituaries                   |                 | 1:30 |
| 4.    | Enter... "The Family" / Sand Worm Planet |                 | 2:50 |
| 5.    | The Fly                                  |                 | 0:50 |
| 6.    | Lydia Discovers?                         |                 | 0:59 |
| 7.    | In The Model                             |                 | 1:37 |
| 8.    | Juno's Theme                             |                 | 0:48 |
| 9.    | Beetle-Snake                             |                 | 2:08 |
| 10.   | "Sold"                                   |                 | 0:35 |
| 11.   | The Flier / Lydia's Pep Talk             |                 | 1:25 |
| 12.   | Day-O                                    | Harry Belafonte | 3:05 |
| 13.   | The Incantation                          |                 | 3:11 |
| 14.   | Lydia Strikes A Bargain...               |                 | 0:54 |
| 15.   | Showtime!                                |                 | 1:05 |
| 16.   | "Laughs"                                 |                 | 2:33 |
| 17.   | The Wedding                              |                 | 2:02 |
| 18.   | The Aftermath                            |                 | 1:21 |
| 19.   | End Credits                              |                 | 2:47 |
| 20.   | Jump In Line (Shake, Shake Señora)       | Harry Belafonte | 3:08 |
| 36:18 |                                          |                 |      |

## Autour de l'album
Comme cela va devenir souvent le cas avec Tim Burton, c'est Danny Elfman, qui a écrit et produit la musique. Ce film marque leur 2e collaboration.
Sur les quatre chansons interprétés par Harry Belafonte utilisées dans le film, deux ne sont pas présentes sur l'album :
- Man Smart, Woman Smarter, écrit par Norman Span
- Sweethart from Venezuela, écrit par Fitzroy Alexander et Robert Gordon[2], arrangement musical par Robert Gordon

Les musiques suivantes sont elles aussi absentes de l'album :
- Marche funèbre, de la Sonate pour piano no 2, composé par Frédéric Chopin
- The Light Cavalry, composé par Franz von Suppé
- Lohengrin, composé par Richard Wagner
- Regnava nel silenzio de l'opéra Lucia di Lammermoor, composé par Gaetano Donizetti
- I Dream, écrit par Areza Riandra

## Distinctions

### Nomination
- Saturn Award 1990 de la meilleure musique de film
  - Danny Elfman

### Récompense
- Broadcast Music Incorporated Film Music Award 1989
  - Danny Elfman